# 雲林県
雲林県（ユンリン/うんりん-けん）は中華民国台湾省の中部に位置する県。県政府（日本の県庁に相当する。）所在地は斗六市。

## 地理
彰化県、南投県、嘉義県と隣接する（北緯23° 東経120°）。

## 地域
- 市
  - 斗六市 - （県庁所在地である。）
- 鎮
  - 斗南鎮
  - 虎尾鎮
  - 西螺鎮
  - 土庫鎮
  - 北港鎮
- 郷
  - 古坑郷
  - 大埤郷
  - 莿桐郷
  - 林内郷
  - 二崙郷
  - 崙背郷
  - 麦寮郷
  - 東勢郷
  - 褒忠郷
  - 台西郷
  - 元長郷
  - 四湖郷
  - 口湖郷
  - 水林郷

### 年表
- 1945年 - 中華民国政府が台湾を接収し、台南州が台南県に改称。
- 1946年1月23日 - 土庫鎮の一部が分立し、褒忠郷が発足。
- 1946年8月 - 斗六鎮の一部が分立し、林内郷が発足。
- 1946年9月22日 - 海口郷の一部が分立し、東勢郷が発足。海口郷が台西郷に改称。
- 1946年10月 - 崙背郷の一部が分立し、麦寮郷が発足。
- 1950年 - 行政区域調整が実施され、台南県は台南、嘉義、雲林の3県に分割された。台南県斗六区(2鎮4郷)・台南県虎尾区(3鎮6郷)・台南県北港区(1鎮4郷)が合併し、区制が廃止され、雲林県を設置。雲林県は6鎮14郷を管轄するようになり、県庁も斗六鎮に移された。
- 1981年 - 斗六鎮は鎮より県轄市に昇格し、斗六市に改称。6鎮14郷を1市5鎮14郷に統合。

## 教育

### 大学
- 国立雲林科技大学
- 国立虎尾科技大学
- 中国医薬大学北港キャンパス
- 環球科技大学（閉校）

### 技術学院
高中・高職以下の教育機関については下記行政区分項目を参照。

## 交通

### 台湾高速鉄道
- 雲林駅

### 台湾鉄路管理局西部幹線(縦貫線)
- 縦貫線南段
  - 石亀駅
  - 斗南駅
  - 斗六駅
  - 石榴駅
  - 林内駅

### バス
雲林県市区公車(斗六市バス）
- 101番(斗六市西環線）
- 102番(斗六市北環線)

公路客運、国道客運
- 嘉義客運
- 嘉義県公車処
- 台西客運（中国語版）
- 日統客運（中国語版）（Solar Bus）
- 統聯客運(Ubus)

## 特産品
- 古坑郷
  - みかん、パイナップル、コーヒー、蜂蜜
- 虎尾鎮
  - 苦茶油（中国語版）、糖
- 北港鎮
  - 麻油、落花生、玄米
- 斗六市
  - 柚子
- 西螺鎮
  - 醤油、米
- 林内郷
  - 雲頂茶（ゲンティン茶）、パパイア
- 大埤郷
  - 酸菜（さんさい）
- 莿桐郷
  - にんにく
- 褒忠郷
  - スターフルーツ
- 口湖郷
  - カラスミ、台湾鯛

その他県内一部地域でマスクメロンが有名である。

## 観光地
- 剣湖山世界（中国語版）
- 草嶺（中国語版）風景区
- 樟湖風景区（中国語版）
- 北港朝天宮 - 台湾における媽祖廟の総廟
- 北港天空之橋、女児橋
- 雲林故事館（旧虎尾郡守官邸（中国語版））
- 雲林布袋戯館（旧虎尾郡役所（中国語版））
- 蜜蜂故事館（英語版）
- 興隆毛巾観光工廠
- 西螺大橋
- 持法媽祖廟
- 西螺老街
- 太平街道
- 虎尾糖廠（中国語版）
  - 虎尾鉄橋
- 土石流教學園区
- 林内湖本生態村
- 外傘頂洲（中国語版）
- 北港観光大橋（中国語版）
- 籽公園（しこうえん）